# Groupe Madrigall
Il gruppo Madrigall è una holding editoriale francese, ed è il terzo gruppo editoriale francese con un fatturato consolidato di circa 440 milioni di euro (2014). Casa madre di diverse case editrici e società di distribuzione, tra cui: Gallimard, Flammarion e Casterman.
Con sedi in Francia, Belgio, Canada e Svizzera, il Gruppo opera nei settori delle pubblicazioni, della distribuzione e delle librerie. 

## Storia
Fondata nel 1992, da Antoine Gallimard, presidente del gruppo Éditions Gallimard, e da sua sorella, Isabelle, direttore del Mercure de France. Alla fine degli anni '90, la famiglia Gallimard ha acquistato le quote dei due principali azionisti di minoranza, Einaudi e Havas, quando l'azienda era in procinto di fusione con Vivendi. Le quote della famiglia Gallimard raggiungono poi il 60%. Nel gennaio 2003 la percentuale sale al 98% dopo l'acquisto delle azioni di minoranza per 98 milioni di euro.
Madrigall ha acquistato il gruppo Flammarion nel settembre 2012, in precedenza di proprietà della RCS MediaGroup, per 251 milioni di euro.

## Case editrici
- Éditions Gallimard:
  - Gallimard Jeunesse
  - Gallimard Loisirs (guide turistiche)
- Éditions Denoël
- Mercure de France
- Éditions de la Table ronde
- Éditions POL
- Éditions Alternatives
- Futuropolis
- Les Grandes Personnes
- Éditions Flammarion
- Éditions Sarbacane
- Hoëbeke
- J’ai lu
- Éditions Verticales
- Éditions Casterman
- Éditions Fluide Glacial